# 알코르콘
알코르콘(스페인어: Alcorcón)은 스페인 마드리드 지방의 도시로, 인구는 166,553명(2007년 1월 1일 기준), 면적은 33.7km2이다.